# DBC Pierre

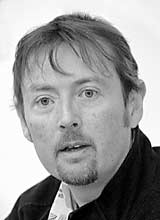
DBC Pierre (2004, Berlin)

DBC Pierre (Adelaide, juni 1962) is het pseudoniem van de Australische schrijver Peter Warren Finlay.
DBC staat voor Dirty But Clean ('smerig maar schoon'; maar clean kan ook 'niet meer verslaafd' betekenen) en Pierre is de bijnaam die de schrijver van zijn vrienden kreeg. Hij werd in Australië geboren, maar groeide op in een rijke Britse gemeenschap in Mexico en ziet zichzelf nog steeds meer als Mexicaan dan als Australiër.
Hij heeft echter niet lang kunnen genieten van de rijkdommen die zijn familie had in Mexico. Toen hij 16 jaar was, werd zijn vader ziek. Bovendien schreef de Mexicaanse president José López Portillo een decreet uit waarin hij het banksysteem van het land nationaliseerde. Dit kostte Finlays familie haar fortuin en hij noemt deze gebeurtenis zelf het begin van al zijn problemen.
Hij is namelijk zowel drugs- als gok-verslaafd geweest. Om aan geld te komen, heeft hij zelfs het huis van een van zijn vrienden verkocht en de opbrengst in eigen zak gestopt. "Ik heb mensen teleurgesteld, die in mij geloofden", zei DBC Pierre. Hij dacht dat als zijn debuutroman Vernon God Little zou gaan lopen, hij kon beginnen met terugbetalen.
Op 14 oktober 2003 wint hij met deze roman de Britse Booker Prize, waar een prijs van 50.000 pond (71.000 euro) aan gekoppeld is. De jury prijst het boek als een zwart, humoristisch verhaal, dat in directe bewoordingen is geschreven. Het boek gaat om Vernon, van wie een vriend (een 15-jarige Mexicaan) beschuldigd wordt van een bloedbad op een middelbare school in Texas. Deze vriend pleegt direct na het bloedbad zelfmoord. Vernon heeft een waterdicht alibi, maar verzwijgt dit en komt in de gevangenis terecht.